# Constantino Urbieta Sosa
Constantino Urbieta Sosa (ur. 12 sierpnia 1907, zm. 12 grudnia 1983) – paragwajski i argentyński piłkarz, środkowy pomocnik.
Urbieta Sosa urodził się w stolicy Paragwaju Asunción. Tam też rozpoczął karierę piłkarską w klubie Club Nacional. Był młodszym bratem reprezentantów Paragwaju - Fulgencia oraz późniejszego trenera i działacza Basiana, z którymi występował w klubie Sportivo Luqueño.
W 1931 grał w reprezentacji Paragwaju. W 1932 przeniósł się do Argentyny, gdzie początkowo występował w barwach klubu CA Tigre, w barwach którego rozegrał 21 meczów i zdobył 1 bramkę. W 1934 przeszedł do klubu Godoy Cruz Antonio Tomba.
Jako piłkarz klubu Godoy Cruz był w kadrze reprezentacji Argentyny w finałach mistrzostw świata w 1934 roku, gdzie Argentyna odpadła już w pierwszej rundzie. Zagrał w jedynym meczu ze Szwecją.
W 1935 został piłkarzem San Lorenzo de Almagro, w którym zagrał tylko 3 mecze. W 1939 został zawodnikiem drugoligowego klubu Estudiantes La Plata, w którym zagrał 6 meczów.